# La Chapelle-Vendômoise
La Chapelle-Vendômoise ist eine französische Gemeinde mit 797 Einwohnern (Stand: 1. Januar 2022) im Département Loir-et-Cher in der Region Centre-Val de Loire. Sie gehört zum Arrondissement Blois, zum Kanton Veuzain-sur-Loire und zum Gemeindeverband Agglomération de Blois. 

## Geografie
Die Gemeinde La Chapelle-Vendômoise liegt etwa zehn Kilometer nordnordwestlich von Blois. Die Fließgewässer im Gemeindegebiet von La Chapelle-Vendômoise entwässern über die Cisse zur Loire. Umgeben wird La Chapelle-Vendômoise von den Nachbargemeinden Villefrancœur im Westen und Norden, Champigny-en-Beauce im Norden und Nordosten, Averdon im Osten, Fossé im Südosten, Saint-Bohaire im Süden sowie Landes-le-Gaulois im Südwesten und Westen.
Im Nordwesten des Gemeindegebietes liegt der Flugplatz Blois-Le Breuil.

## Bevölkerungsentwicklung
| Jahr                       | 1962 | 1968 | 1975 | 1982 | 1990 | 1999 | 2006 | 2012 | 2021 |
| Einwohner                  | 424  | 421  | 553  | 623  | 708  | 744  | 747  | 715  | 798  |
| Quellen: Cassini und INSEE |      |      |      |      |      |      |      |      |      |

## Sehenswürdigkeiten
- Kirche Mariä Himmelfahrt

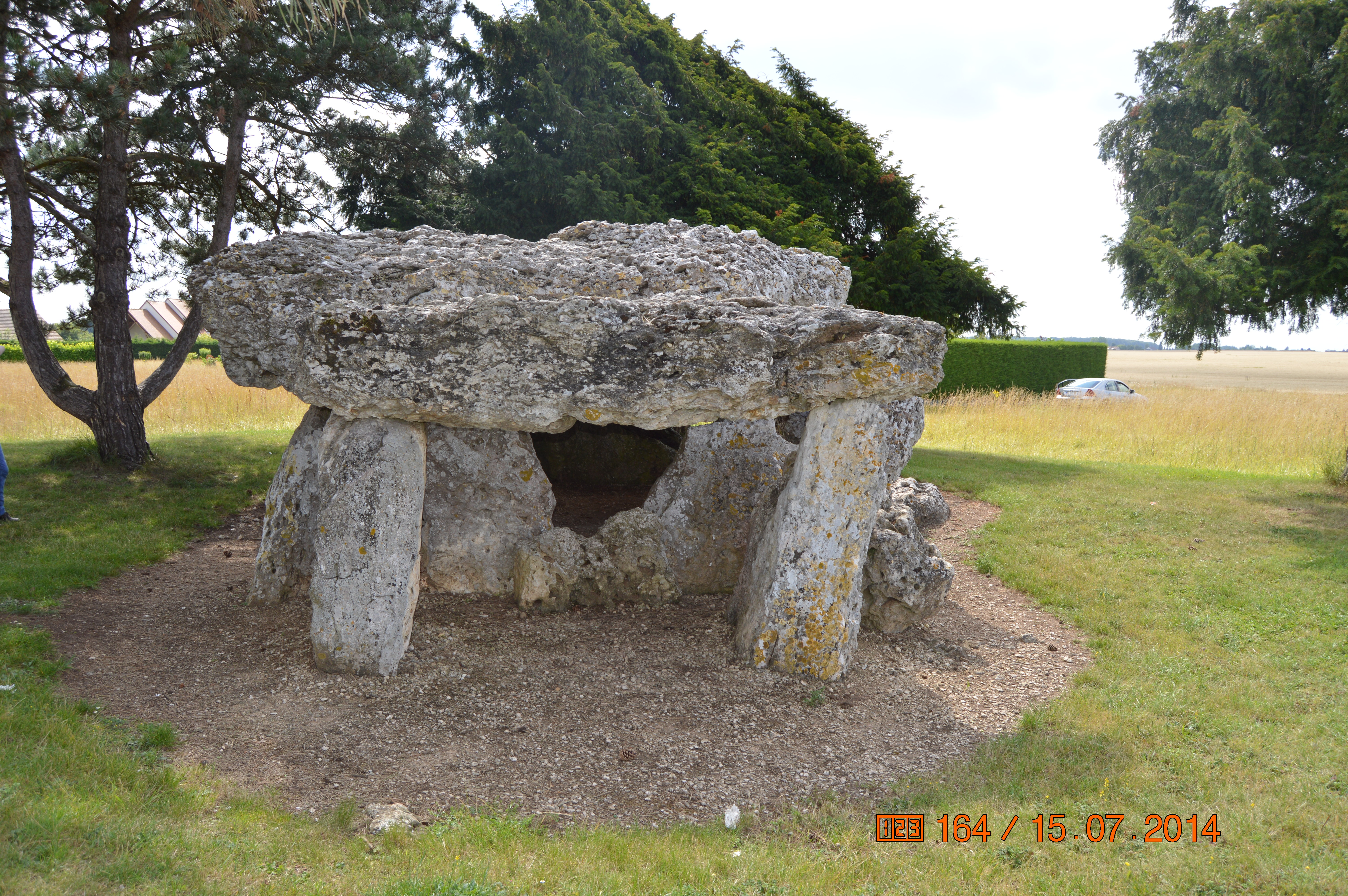
Dolmen La Pierre Levée
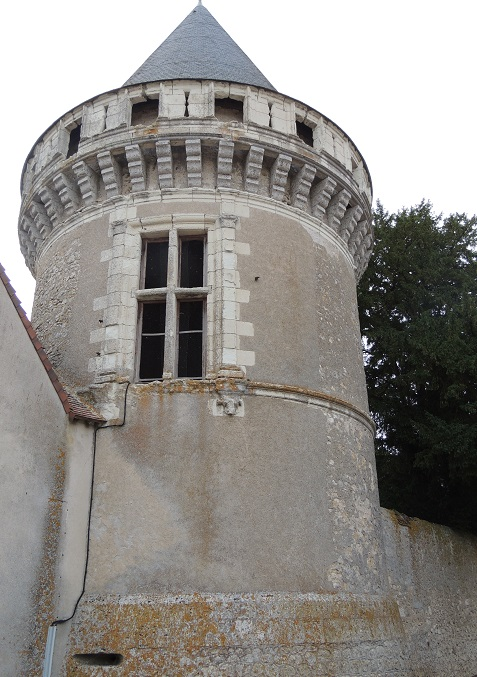
Schloss Toisy

- Dolmen La Pierre Levée
- Turm des Schlosses Toisy